# Canton de Pont-de-Roide
Le canton de Pont-de-Roide est une ancienne division administrative française, située dans le département du Doubs et la région Franche-Comté.

## Administration

### Conseillers généraux de 1833 à 2015
| Période | Période          | Identité                                 | Étiquette                  | Qualité |
| ------- | ---------------- | ---------------------------------------- | -------------------------- | --- |
| 1833    | 1845             | Jules-Camille-Eugène Monnot              |                            | Juge de paix à Pont-de-Roide |
| 1845    | 1848             | Jean-Baptiste-Auguste Oberty             |                            | Conseiller à la Cour d'appel de Besançon                                                                                                   |
| 1848    | 1872 (décès)     | Adolphe-Charles-Marie Marcou (1813-1872) |                            | Docteur en médecine à Pont-de-Roide |
| 1872    | 1895 (décès)     | Charles Peugeot                          | Républicain (Droite)       | Manufacturier à Pont-de-Roide |
| 1895    | 1907             | Charles Marcou                           | Rad.                       | Médecin à Pont-de-Roide |
| 1907    | 1919             | Alcide Péseux                            | Libéral                    | Notaire - Maire de Pont-de-Roide (1896-1901)                                                                                               |
| 1919    | 1922 (décès)     | Georges Brizard                          | Républicain progressiste   | Médecin à Pont-de-Roide |
| 1922    | 1925             | Georges Fellner                          | RG                         | Industriel à Colombier-Fontaine |
| 1925    | 1935 (démission) | Charles Viatte                           | Concentration républicaine | Négociant à Pont-de-Roide, ancien conseiller d'arrondissement                                                                              |
| 1935    | 1940             | Paulin Pinet                             | RG                         | Industriel Maire de Pont-de-Roide (1914-1925)                                                                                              |
|         |                  |                                          |                            | |
| 1943    | 1945             | Eugène Girardin                          | Droite                     | Conseiller d'arrondissement, maire de Pont-de-Roide Nommé conseiller départemental en 1943                                                 |
|         |                  |                                          |                            | |
| 1945    | 1949             | Lucien Lévy                              | SFIO                       | Chef d'entreprise à Pont-de-Roide |
| 1949    | 1967             | Jean Dayet                               | CNIP                       | Docteur en médecine, adjoint au maire de Pont-de-Roide                                                                                     |
| 1967    | 1979             | Jean-Jacques Monnin                      | SE                         | Notaire |
| 1979    | 1992             | Michel Tarreinbergue                     | PS                         | Maire de Pont-de-Roide-Vermondans de 1977 à 1995                                                                                           |
| 1992    | 2011             | Louis Cuenin,                            | RPR puis UMP               | Cadre supérieur de l'industrie automobile Ancien conseiller municipal de Pont-de-Roide-Vermondans                                          |
| 2011    | 2015             | Frédéric Barbier                         | PS                         | Cadre en entreprise Adjoint au maire de Pont-de-Roide-Vermondans Député 2012-2014 et depuis 2015 Elu en 2015 dans le Canton de Valentigney |

### Conseillers d'arrondissement (de 1833 à 1940)
| Période                                  | Période      | Identité                                       | Étiquette                    | Qualité |
| ---------------------------------------- | ------------ | ---------------------------------------------- | ---------------------------- | --- |
| 1833                                     | 1842 (décès) | Vital Robardey (1780-1842)                     |                              | Suppléant de la justice de paix, notaire royal, maire de Neuchâtel                                          |
| 1842                                     | 1852         | Nicolas Ménegay (1791-1862)                    |                              | Rentier, maire de Pont-de-Roide (1834-1859)                                                                 |
|                                          |              |                                                |                              | |
| 1883                                     | 1906 (décès) | Philippe Tiphine (1843-1906)                   | Républicain Rad.             | Négociant en vins à Bourguignon, Président du Conseil d'arrondissement                                      |
|                                          |              |                                                |                              | |
| 1919                                     | 1922         | Charles Viatte                                 | Conservateur                 | Négociant à Pont-de-Roide                                                                                   |
| 1922                                     | 1934         | Alfred Tiphine (1877-1952, fils de Ph.Tiphine) | Rad.                         | Négociant en vins à Bourguignon                                                                             |
| 1934                                     | 1940         | Eugène Girardin                                | Union nationale républicaine | Maire de Pont-de-Roide                                                                                      |
| 1940                                     |              |                                                |                              | Les conseils d'arrondissement ont été suspendus par la loi du 12 octobre 1940 et n'ont jamais été réactivés |
| Les données manquantes sont à compléter. |              |                                                |                              | |

## Composition
Ce canton est composé des vingt et une communes suivantes :
| Nom                                  | Code Insee | Intercommunalité                     | Superficie (km2) | Population (dernière pop. légale) | Densité (hab./km2) |
| ------------------------------------ | ---------- | ------------------------------------ | ---------------- | --------------------------------- | ------------------ |
| Pont-de-Roide-Vermondans (chef-lieu) | 25463      | CA Pays de Montbéliard Agglomération | 13,58            | 4 261 (2013)                      | 314                |
| Berche                               | 25054      | CA Pays de Montbéliard Agglomération | 3,11             | 480 (2014)                        | 154                |
| Bourguignon                          | 25082      | CA Pays de Montbéliard Agglomération | 5,56             | 962 (2014)                        | 173                |
| Colombier-Fontaine                   | 25159      | CA Pays de Montbéliard Agglomération | 7,66             | 1 353 (2014)                      | 177                |
| Dambelin                             | 25187      | CA Pays de Montbéliard Agglomération | 12,43            | 484 (2014)                        | 39                 |
| Dampierre-sur-le-Doubs               | 25191      | CA Pays de Montbéliard Agglomération | 3,16             | 465 (2014)                        | 147                |
| Écot                                 | 25214      | CA Pays de Montbéliard Agglomération | 11,02            | 500 (2014)                        | 45                 |
| Étouvans                             | 25224      | CA Pays de Montbéliard Agglomération | 6,56             | 796 (2014)                        | 121                |
| Feule                                | 25239      | CA Pays de Montbéliard Agglomération | 3,76             | 184 (2014)                        | 49                 |
| Goux-lès-Dambelin                    | 25281      | CA Pays de Montbéliard Agglomération | 8,90             | 274 (2014)                        | 31                 |
| Mathay                               | 25370      | CA Pays de Montbéliard Agglomération | 14,85            | 2 183 (2014)                      | 147                |
| Neuchâtel-Urtière                    | 25422      | CA Pays de Montbéliard Agglomération | 6,21             | 179 (2014)                        | 29                 |
| Noirefontaine                        | 25426      | CA Pays de Montbéliard Agglomération | 3,35             | 395 (2014)                        | 118                |
| Péseux                               | 25449      | CC du Pays de Sancey-Belleherbe      | 6,63             | 106 (2014)                        | 16                 |
| Rémondans-Vaivre                     | 25485      | CA Pays de Montbéliard Agglomération | 9,19             | 232 (2014)                        | 25                 |
| Rosières-sur-Barbèche                | 25503      | CC du Pays de Sancey-Belleherbe      | 5,31             | 118 (2014)                        | 22                 |
| Solemont                             | 25548      | CA Pays de Montbéliard Agglomération | 8,09             | 165 (2014)                        | 20                 |
| Valonne                              | 25583      | CC du Pays de Sancey-Belleherbe      | 8,33             | 246 (2014)                        | 30                 |
| Vernois-lès-Belvoir                  | 25607      | CC du Pays de Sancey-Belleherbe      | 4,68             | 59 (2014)                         | 13                 |
| Villars-sous-Dampjoux                | 25617      | CA Pays de Montbéliard Agglomération | 3,06             | 377 (2014)                        | 123                |
| Villars-sous-Écot                    | 25618      | CA Pays de Montbéliard Agglomération | 11,48            | 359 (2014)                        | 31                 |

- Avant sa fusion, en 1973, avec Pont-de-Roide-Vermondans, la commune de Vermondans appartenait également au canton de Pont-de-Roide.

## Démographie
| 1962   | 1968   | 1975   | 1982   | 1990   | 1999   | 2006   | 2011   | 2012   |
| ------ | ------ | ------ | ------ | ------ | ------ | ------ | ------ | ------ |
| 11 008 | 11 937 | 12 879 | 13 637 | 14 412 | 14 074 | 14 234 | 14 202 | 14 141 |